# Summan av skräck
Summan av skräck är en roman skriven av Tom Clancy.

## Handling
Romanen inleds med att en grupp palestinier som i stället för våld använder sig av Gandhis icke-våldsprinciper brutalt slås ner av israelisk militär inför världens TV-kameror. På grund av detta utsätts Israel av hårt tryck utifrån att acceptera den fredsplan för Israel–Palestina-konflikten som Jack Ryan lägger fram. Detta uppskattas dock inte av alla, framför allt inte av en grupp fanatiska terrorister som har staten Israels utplånande som enda mål. 
Terroristerna hittar av en slump en israelisk fissionsbomb i Syrien som förlorades under oktoberkriget. Genom Röda armé-fraktionen får de kontakt med den tyske kärnfysikern Manfred Fromm som hjälper till att få bomben funktionsduglig och till och med försöker förbättra denna. Målet med bombtillverkningen är att låta denna explodera någonstans i USA, vilket också lyckas.
Under Superbowl i Denver exploderar bomben, men förbättringen av bomben har ej haft avsedd verkan. Däremot reagerar USA:s president och hans rådgivare på ett sätt som för världen till randen av ett fullskaligt kärnvapenkrig mellan Ryssland och USA. Jack Ryan råkar dock vara insnöad på CIA:s högkvarter i Langley, vilket gör att han snabbt kan reagera. Då förhandlingen mellan USA:s och Ryssland presidenter precis har brutit samman på heta linjen, griper Ryan in och får Ryssland att dämpa tonen, vilket gör att signalen för faran över kan blåsas. 
Som tack för sina insatser då alla problem är lösta, får Ryan ett svärd av en Saudiarabisk prins, vilket är förklaringen till det smeknamn han får av Secret Service i senare böcker; Swordsman.

## Filmen
Romanen, The Sum of All Fears, filmatiserades 2002 med Ben Affleck i rollen som Jack Ryan.